# Аабо, Жюль
Жюль Аабо (фр. Jules Haabo; род. 12 апреля 1997, Сен-Лоран-дю-Марони) — гвианский футболист, нападающий сборной Французской Гвианы.

## Карьера

### Клубная
Во взрослом футболе дебютировал в 2016 году выступлениями за команду «Этуаль Матури».
Летом 2019 года подписал контракт со швейцарским клубом «Ивердон-Спорт» из первой лиги Промоушен.

### В сборной
8 октября 2016 года дебютировал в официальных матчах в составе сборной Французской Гвианы в игре против сборной Сент-Китса и Невиса (1:0).
В составе сборной был участником розыгрыша золотого кубка КОНКАКАФ 2017 года в США.